# Szczeciński Park Krajobrazowy „Puszcza Bukowa”
Szczeciński Park Krajobrazowy „Puszcza Bukowa” – utworzony 4 listopada 1981, o powierzchni 20 938 ha (w tym otulina 11 842 ha), w województwie zachodniopomorskim, w powiecie gryfińskim, w większości w gminie Stare Czarnowo, częściowo w granicach miasta Szczecina i gminy Gryfino. Położony w lasach Puszczy Bukowej na Wzgórzach Bukowych.
Wchodzi w skład Zespołu Parków Krajobrazowych Województwa Zachodniopomorskiego z siedzibą w Szczecinie przy ul. Kopalnianej 2.

## Historia
- 1889 – powstanie w Szczecinie Towarzystwa Miłośników Puszczy Bukowej Buchheide Verein, na którego czele stanął Carl Friedrich Meyer.
- 1940 – objęcie Puszczy Bukowej ochroną krajobrazową jako Landschaftsschutzgebiet.
- 1956 – ustanowienie rezerwatów przyrody: „Bukowe Zdroje”, „Buczynowe Wąwozy”, „Kołowskie Parowy”, „Trawiasta Buczyna”, „Źródliskowa Buczyna”, „Bukowski Wąwóz” (zlikwidowany w 1964 r.), „Nad Wałeckim Stawem” (zlikwidowany w 1964 r.).
- 1959 – ustanowienie rezerwatu przyrody „Zdroje”.
- 1971 – zatwierdzenie przez Państwową Radę Ochrony Przyrody koncepcji ustanowienia parku krajobrazowego.
- 1977 – przyjęcie przez władze wojewódzkie projektu uchwały powołującej Szczeciński PK, Iński PK i Cedyński PK.
- 4.11.1981 – ustanowienie Zespołu Parków Krajobrazowych Ińskiego i Szczecińskiego.
- 1991 – powołanie Zarządu Zespołu Parków Krajobrazowych w Ustowie.
- 1994 – powołanie Dyrekcji Ińskiego i Szczecińskiego Parku Krajobrazowego w Szczecinie
- 1994 – ustanowienie użytku ekologicznego „Klucki Ostrów” oraz zespołów przyrodniczo-krajobrazowych „Jezierzyce” i „Park Leśny w Strudze”.
- 1995 – ustanowienie użytku ekologicznego „Zgniły Grzyb”.
- 2000 – powołanie Dyrekcji Parków Krajobrazowych Doliny Dolnej Odry w Gryfinie (później Zespół Parków Krajobrazowych DDO).
- 2007 – zatwierdzenie przez Komisję Europejską SOO Natura 2000 „Wzgórza Bukowe” (PLH320020).
- 2008 – ustanowienie rezerwatu przyrody „Osetno”.
- 2008 – powołanie Wydziału Spraw Terenowych w Gryfinie dla RDOŚ w Szczecinie.
- 2012 – powołanie Zespołu Parków Krajobrazowych Województwa Zachodniopomorskiego, w skład którego wszedł Szczeciński Park Krajobrazowy „Puszcza Bukowa”.

## Rezerwaty przyrody
1. „Buczynowe Wąwozy” im. prof. Floriana Celińskiego (40 ha) – różne zespoły buczyn i łęgi olszowo-jesionowe,
2. „Bukowe Zdroje” im. prof. Tadeusza Dominika (208 ha) – buczyna niżowa, rzadkie rośliny: turzyca zgrzebłowata i stokłosa gałęzista, grodzisko datowane ok. X w.,
3. „Kołowskie Parowy” im. Józefa Lewandowskiego (24 ha) – kompleks buczyn i łęgów,
4. „Osetno” (111,6 ha) – grzyby kapeluszowe w ekosystemach leśnym i borowym.
5. „Trawiasta Buczyna” im. prof. Stefana Kownasa (80 ha) – buczyny żyzne, niżowe oraz torfowiska przejściowe, kurhany z epoki brązu,
6. „Zdroje” (2 ha) – stanowisko naturalnie odnawiającego się cisa pospolitego,
7. „Źródliskowa Buczyna” im. dr. Jerzego Jackowskiego (155,33 ha) – podmokły las bukowy, łęgi, bogata flora, m.in. liczne storczykowate.

## Inne walory przyrodnicze
112 osobliwości przyrodniczych, uznanych za pomniki przyrody, wśród nich m.in. pojedyncze okazy drzew i ich grupy, 10 głazów narzutowych oraz 5 źródeł-helokrenów.
 
Na obszarze parku znajdują się poza tym: ogród dendrologiczny na północ od wsi Glinna (zob. arboretum w Glinnej), jeziora: Glinna Wielka, Jezioro Binowskie i Piasecznik Duży, obiekty zabytkowe w miejscowościach Binowo, Dobropole Gryfińskie i Kołowo oraz punkty widokowe.

## Galeria

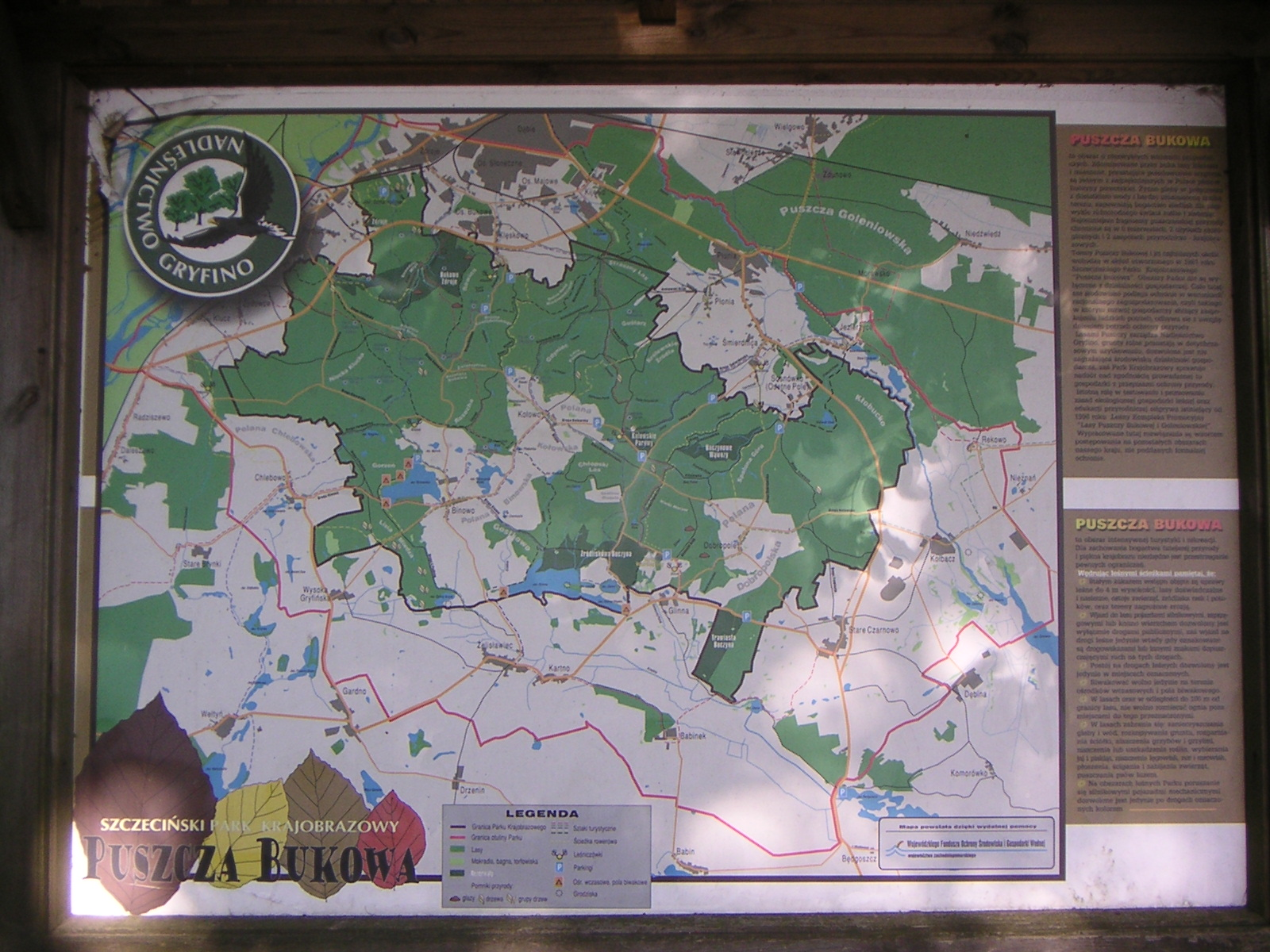
Mapa parku krajobrazowego
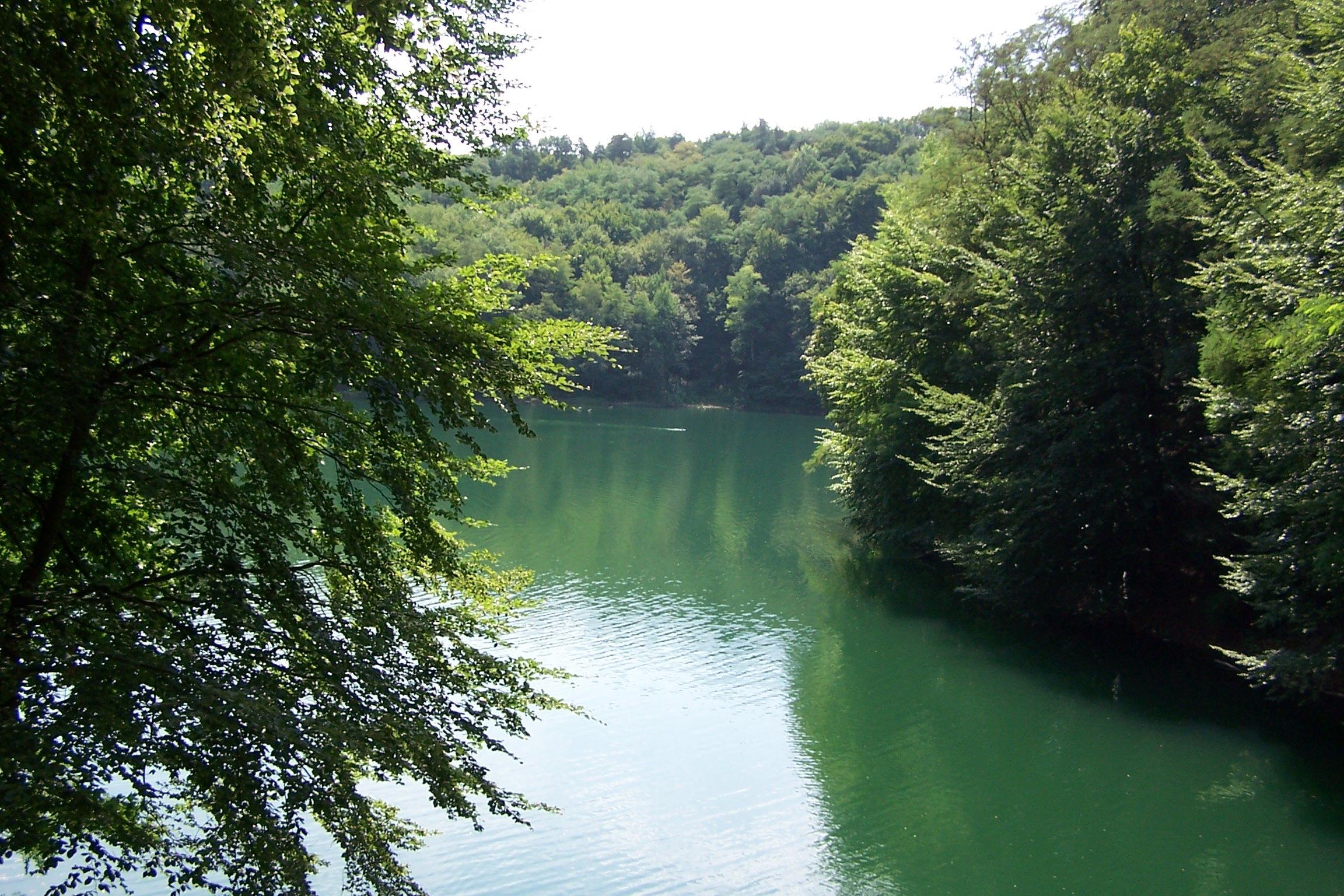
Jezioro Szmaragdowe
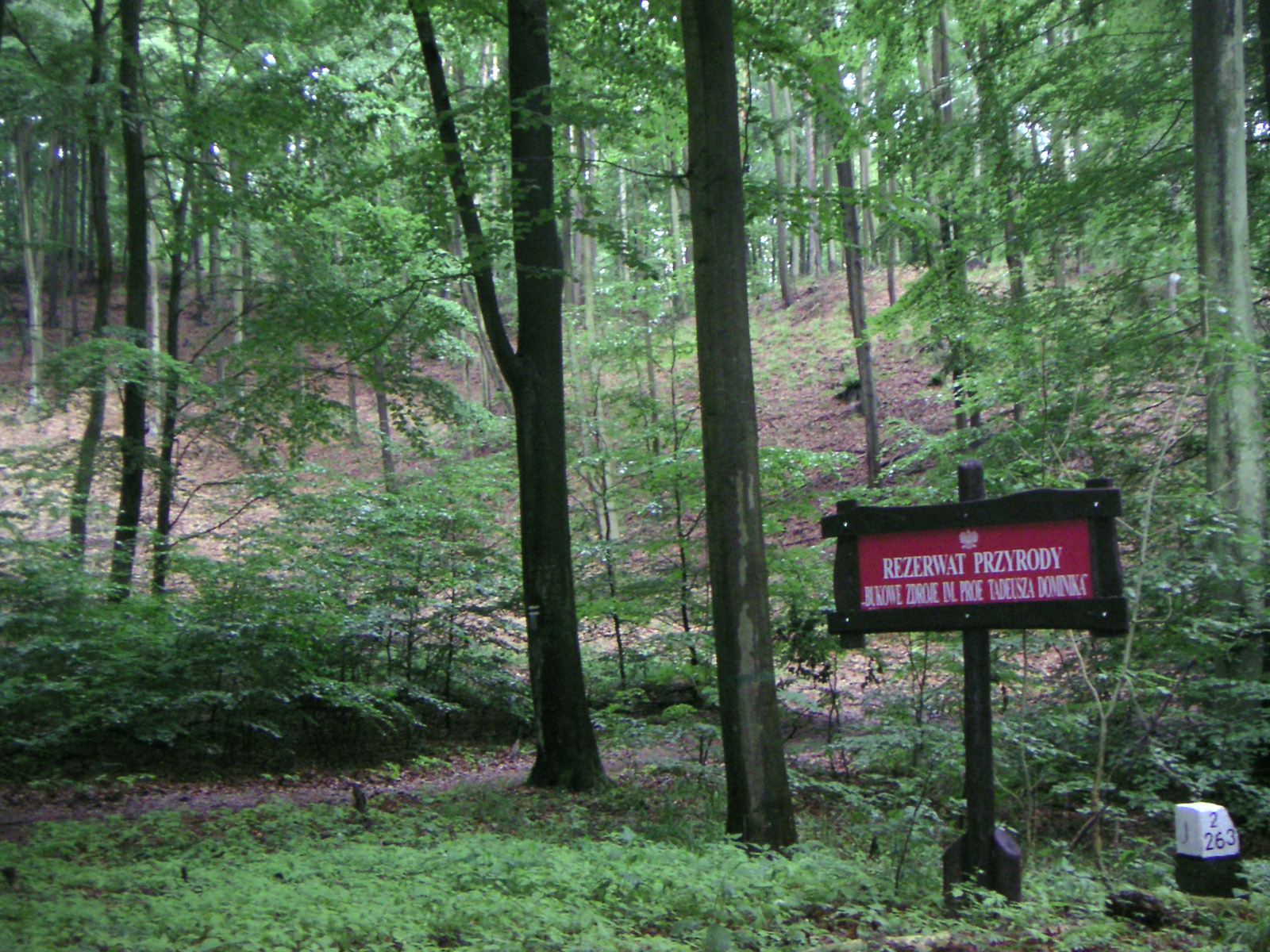
Rezerwat przyrody Bukowe Zdroje